# Old Fire
Old fire est un grand incendie de forêt complexe qui commença le 21 octobre 2003, près de la Old Waterman Canyon Road et de la California State Route 18 dans les montagnes de San Bernardino, dans le comté de San Bernardino, en Californie du Sud, États-Unis. Old fire causa au moins 1,2 milliard de dollars de dommages.  
Old Fire fut l'un des 15 incendies de forêt dans le sud de la Californie ce mois-là, qui devint connu sous le nom de 2003 Firestorm ou de Fire Siege of 2003; cela inclus l'énorme Cedar Fire (en), alors le deuxième plus grand incendie de l'histoire de la Californie après Santiago Canyon Fire (en) en 1889.

## Le feu de forêt

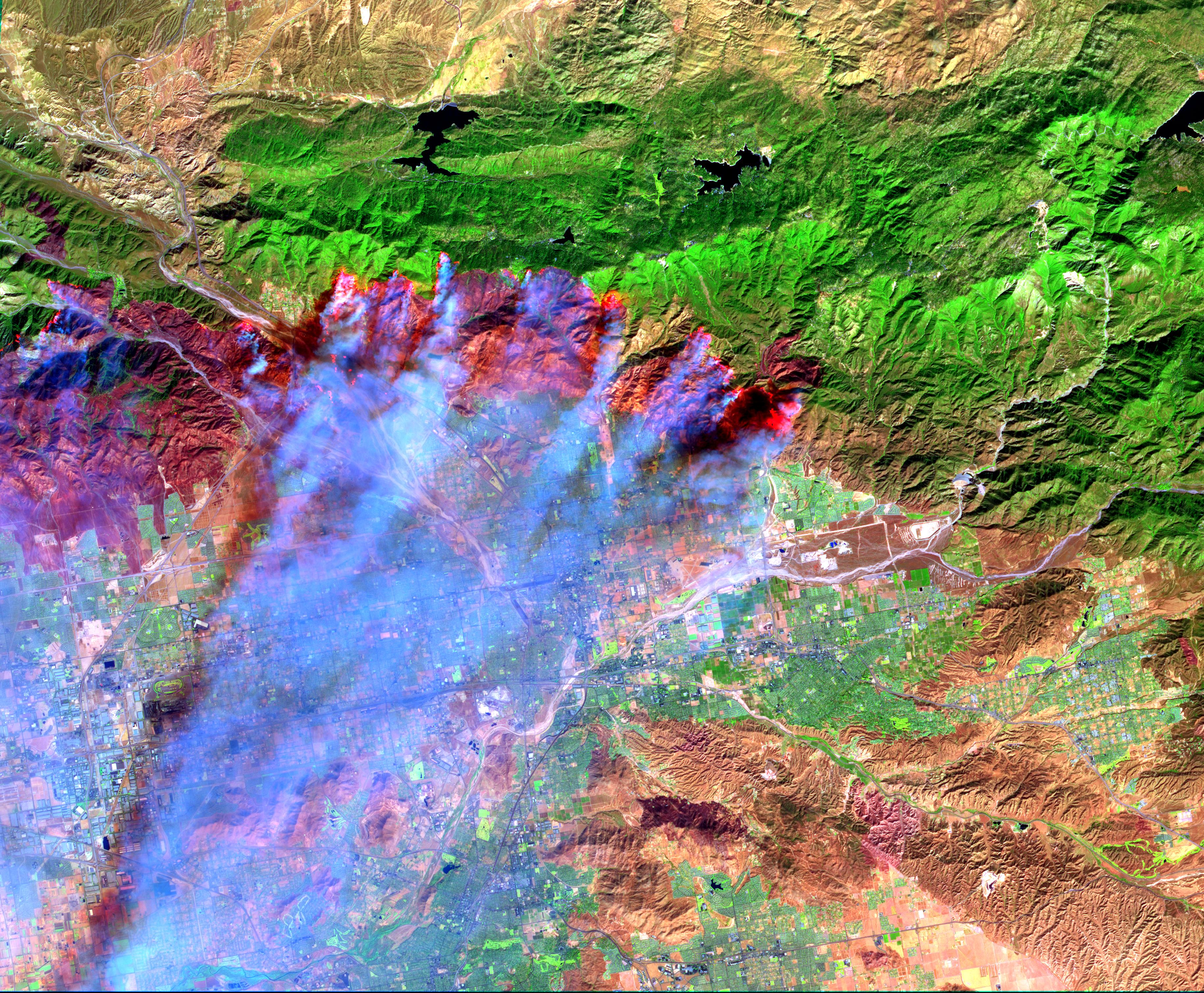
Old Fire: image rapprochée aérienne dans l'infrarouge

Attisé par les vents de Santa Ana, Old Fire brûla 91 281 acres (36 940 hectares), détruisit 993 maisons et fit six morts. L'incendie menaça San Bernardino et Highland, ainsi que les communautés de stations de montagne de Cedar Glen (en), Crestline, Running Springs  et Lake Arrowhead et forçant plus de 80 000 résidents à évacuer leurs maisons. Une partie de la California State University, San Bernardino (en) a été détruite pendant l'incendie.
L'incendie fut entièrement maîtrisé le 2 novembre 2003 grâce à des averses de pluie et de neige. Le coût final du combat contre l'incendie fut de 42 millions de dollars. La communauté de Lake Arrowhead fait maintenant partie d'une agence de réaménagement (Redevelopment Agency) qui est contrôlée par un conseil de surveillance (Board of Supervisors).

### Old Fire, Padua, et Grand Prix fires
Un rapport du United States Forest Service sur les coûts « réels » combinés des feux de forêt Old Fire, Padoue et Grand Prix de 2003 (Grand Prix avait fusionné avec Old Fire et la partie de Grand Prix Fire qui traversa le comté de Los Angeles était connu sous le nom de « Padoue Fire ») était de près de 1,3 milliard de dollars. Comme le nettoyage, les dommages aux bassins versants et d'autres coûts sont considérés au-delà des dépenses de lutte contre les incendies et de dommages matériels, les incendies de forêt sont beaucoup plus élevés. Environ 750 000 acres (303 514 hectares)   furent noircis dans cinq comtés du sud de la Californie.

## Causes: incendie criminel et allumage accidentel

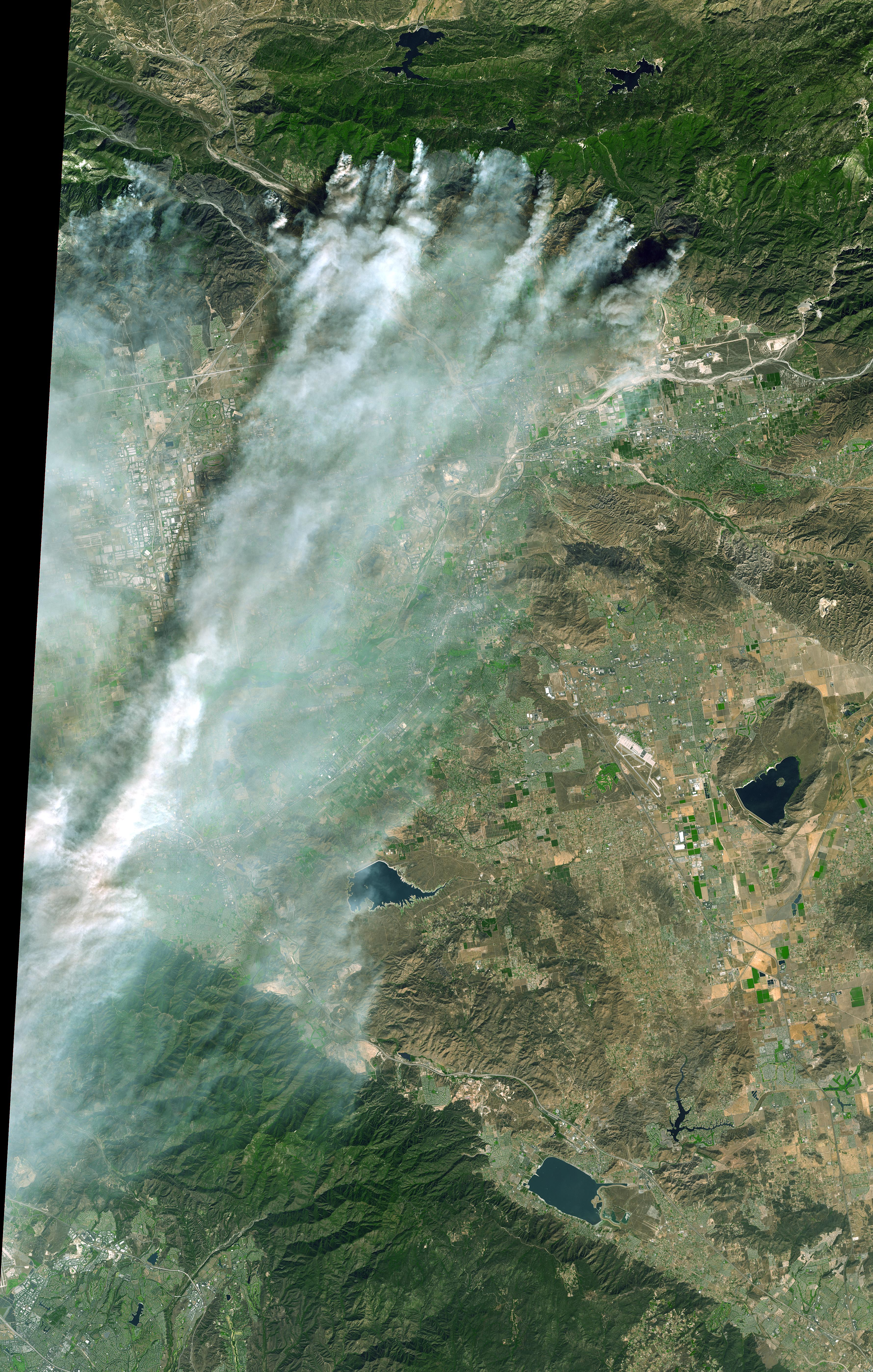
Old Fire et Grand Prix fires: image aérienne couleur naturelle

En 2009, Rickie Lee Fowler fut accusé d'avoir allumé Old Fire. Les autorités l'accusèrent d'avoir été passager dans une fourgonnette blanche vue quitter la zone où l'incendie s'était déclaré, et que Fowler était la personne vue en train de jeter une fusée éclairante dans les broussailles sur le bord de la route. Le conducteur de la camionnette, Martin David Valdez, Jr., décéda des suites d'une blessure par balle en 2006. Un grand jury inculpa Fowler le 19 octobre 2009, avec un chef d'incendie criminel d'une structure habitée, un chef d'incendie criminel aggravé et cinq chefs d'accusation de meurtre, sur la base de cinq résidents dans les zones d'évacuation qui décédèrent de crises cardiaques. Bien qu'un sixième homme soit également mort d'une crise cardiaque après l'incendie, les procureurs n'ont pas pu établir un lien direct entre cette mort et le stress de l'incendie. Bien que l'incendie ait dépouillé le sol de la végétation et déstabilisé les pentes, personne ne fut accusé de la mort de quatorze personnes tuées deux mois plus tard lorsqu'une coulée de boue ravagea un camp à Waterman Canyon.
Le 21 janvier 2010, le procureur du comté de San Bernardino a annonça qu'il demanderait la peine de mort. Fowler ensuite rétracta ses aveux, affirmant qu'il n'avait admis le crime que pour apaiser les autorités afin qu'il puisse être transféré dans une prison plus proche de sa mère.
En septembre 2011, Fowler demanda le rejet de l'acte d'accusation parce que les procureurs n'avaient pas présenté de preuve disculpatoire (en) au grand jury,. En janvier 2012, il aurait discuté d'une négociation de peine mais aucune négociation de peine ne fut conclue et l'affaire fut jugée.
Le procès débuta en juillet 2012 à San Bernardino; reporté à partir de janvier, les procureurs l'accusèrent des circonstances spéciales, pouvant entraîner la peine de mort. Le 15 août 2012, Fowler fut reconnu coupable de cinq chefs de meurtre et de deux chefs d'incendie criminel. Le 28 septembre 2012, le jury rendit un verdict de mort. Le verdict de mort fut confirmé par le juge du procès le 28 janvier 2013.
Le 7 août 2007, les journaux locaux rapportèrent que Jeremiah D. Hope, 25 ans, de Riverside, faisait face à des accusations fédérales pour avoir déclenché un incendie qui finalement fusionna avec Old Fire. Les autorités déclarèrent que Hope avait été évacuée de sa maison à Crestline lorsque lui et des amis s’étaient retrouvés hors route sur une zone de végétation sèche afin d'avoir une meilleure vue sur Old fire. Le pot catalytique du véhicule aurait déclenché un deuxième incendie près de Playground Road, que les pompiers surnommèrent Playground Fire. Ce feu rapidement consuma les terres forestières et devint plus tard une partie de Old Fire. Hope fit face à des accusations de délit d'incendie sur la forêt nationale sans permis et à un chef d' établissement d'un véhicule dans une zone dangereuse.

## Victimes
Les victimes identifiées sont Charles Howard Cunningham, 93 ans, de San Bernardino; Ralph Eugene McWilliams, 67 ans, de Cedar Glen; Chad Leo Williams, 70 ans, de Crestline; James William McDermoth, 70 ans, de San Bernardino; et Robert Norman Taylor, 54 ans, de San Bernardino. Les cinq victimes sont mortes des conséquences indirectes de l'incendie, en raison de crises cardiaques causées par une tension physique ou émotionnelle.

## Voir également
- 2003 California wildfires (en)
- Liste des incendies de forêt en Californie
- Écologie du feu